# 유하 윌뢰넨
유하 페테리 윌뢰넨(핀란드어: Juha Petteri Ylönen, 1972년 2월 13일~)은 핀란드의 아이스하키 선수로 현역 시절 포지션은 센터이다. 내셔널 하키 리그(NHL)의 애리조나 카이오티스, 탬파베이 라이트닝, 오타와 세너터스 소속으로 활약했다.
국제 대회에 핀란드 국가대표로 활약했으며, 1998년 동계 올림픽에서 동메달을 획득했다. 또한 세계 아이스하키 선수권 대회에서 우승 1회, 준우승 1회를 달성했다.
아들인 예세도 아이스하키 선수로 활동하고 있다.